# Padáň
Padáň (in ungherese Padány) è un comune della Slovacchia facente parte del distretto di Dunajská Streda, nella regione di Trnava.